# Esthlogena obliquata
Esthlogena obliquata är en skalbaggsart som beskrevs av Stefan von Breuning 1940. Esthlogena obliquata ingår i släktet Esthlogena och familjen långhorningar. Inga underarter finns listade i Catalogue of Life.